# Nesticus tennesseensis
Nesticus tennesseensis là một loài nhện trong họ Nesticidae.
Loài này thuộc chi Nesticus. Nesticus tennesseensis được Alexander Petrunkevitch miêu tả năm 1925.